# Waltraud Dressel
Waltraud Dressel (n. 3 iunie 1893, Magdeburg, Imperiul German – d. 10 iunie 1940, Magdeburg, Germania Nazistă) a fost o înotătoare ce a reprezentat Reichul German, medaliată olimpică. A participat la o ediție a Jocurilor Olimpice (1912) în care a câștigat o medalie de argint.

## Participări
Lista de mai jos prezintă principalele competiții la care a participat Waltraud Dressel de-a lungul carierei.
- swimming at the 1912 Summer Olympics – women's 4 × 100 metre freestyle relay[*]